# Mürzhofen
Mürzhofen är en ort i kommunen Kindberg i distriktet Bruck-Mürzzuschlag i förbundslandet Steiermark i Österrike. 
Mürzhofen var tidigare en självständig kommun, men blev 1 januari 2015 en del av Kindberg.